# Zwervende schaatsenrijder
De zwervende schaatsenrijder (Limnoporus rufoscutellatus) is een wants uit de familie van de Gerridae (Schaatsenrijders). De soort werd het eerst wetenschappelijk beschreven door Pierre André Latreille in 1807.

## Uiterlijk
De redelijk grote, olijfachtig bruine schaatsenrijder is langvleugelig (macropteer) en kan 13 tot 18.5 mm lang worden. Het achterlichaam is zwart, het halsschild licht roodachtig met aan de voorkant twee donkere vlekken. De aders op de voorvleugels zijn goed zichtbaar omdat ze bedekt zijn met dunne witte haartjes. De poortjes zij geheel rossig, net als de antennes. De antennes zijn langer dan de halve lichaamslengte en het tweede en derde segment zijn samen langer dan het eerste. Als redelijk grote schaatsenrijder kan de zwervende schaatsenrijder in Nederland verward worden
met de soorten uit het genus Aquarius. Bij de beekschaatsenrijder (Aquarius najas) zijn de verhoudingen van de antennesegmenten en lengte echter anders en bij de grote schaatsenrijder (Aquarius paludum) zijn de antennes ook korter dan de helft van de lichaamslengte en hebben de pootjes een andere kleur.

## Leefwijze
De wants overwintert als volwassen dier en er zijn misschien af en toe twee generaties per jaar. De volwassen wantsen worden van eind maart tot oktober aangetroffen op stilstaande en langzaam stromende wateren, van regenpoeltje tot grote meren. De wants leeft aan de oppervlakte van het water. Ze kunnen over het wateroppervlak lopen en ze jagen op kleine insecten, die vlak onder het wateroppervlak leven, bijvoorbeeld muggenlarven, maar vooral van insecten, die in het water zijn gevallen.

## Leefgebied
De soort is in Nederland zeldzaam, waarschijnlijk is het een onregelmatige immigrant vanuit het oosten. Het verspreidingsgebied is Holarctisch, van Europa tot diep in Azië maar ook in Canada en Alaska.